# Allium alibile
Allium alibile är en amaryllisväxtart som beskrevs av Achille Richard. Allium alibile ingår i släktet lökar, och familjen amaryllisväxter. Inga underarter finns listade i Catalogue of Life.